# Toby Gard

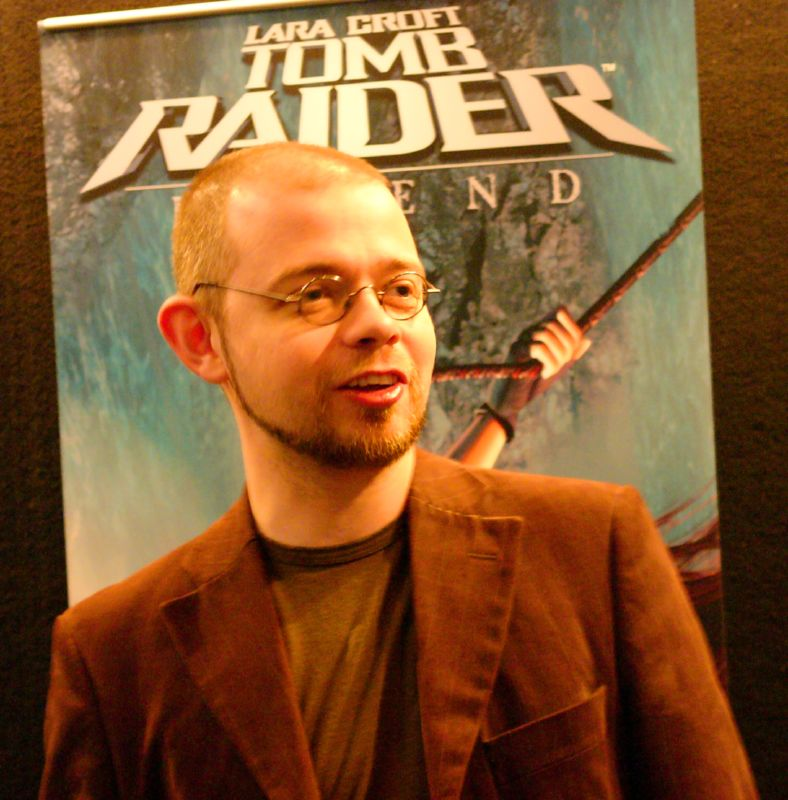
Toby Gard auf der E3 2005

Toby Gard (* 1972 in Chelmsford, Essex) ist ein britischer Computerspiel-Entwickler.

## Leben
Gard war als Character-Designer bei der Firma Core Design tätig, dem Studio, bei dem die bekannte Computerspielserie Tomb Raider entstand. Dort zeichnete Toby Gard als Erfinder der Figur Lara Croft, einer der bekanntesten Computerspielfiguren der Welt, verantwortlich. Toby Gard verließ Core Design, nachdem das erste Tomb Raider veröffentlicht wurde. Anschließend arbeitete er an der Entwicklung des Spieles Galleon für die Xbox, bevor er vom neuen Tomb-Raider-Entwickler Crystal Dynamics wieder zurückgeholt wurde, um unter anderem an Tomb Raider: Legend zu arbeiten.
Heute lebt Toby Gard in London und arbeitet für Eidos Interactive.